# Oligoneuriella tskhomelidzei
Oligoneuriella tskhomelidzei is een haft uit de familie Oligoneuriidae. De wetenschappelijke naam van de soort is voor het eerst geldig gepubliceerd in 1973 door Sowa & Zosidze.
De soort komt voor in het Palearctisch gebied.